# Pitty de Menezes
Pitty de Menezes, pseudônimo de Luiz Fellype de Menezes Alves (São Pedro D'Aldeia, 30 de abril de 1991) é um cantor e intérprete de samba-enredo carioca. É vencedor do Estandarte de Ouro de melhor intérprete de 2024, além de diversas outras premiações como Estrela do Carnaval, S@mba-Net e Troféu Tupi.

## Carreira
Pitty de Menezes começou sua carreira no final da década de 2000, como cantor oficial na escola mirim da GRES Unidos do Viradouro, No mesmo ano, em 2007, estreou como cantor de apoio na mesma agremiação, através do convite do então interprete da escola, Dominguinhos do Estácio. Persistiu na agremiação de Niterói como cantor de apoio, até o ano de 2016, quando finalmente estreou como intérprete oficial, no Grupo de Acesso C, na Sereno de Campo Grande.
De 2016 a 2019, esteve como cantor de apoio em grandes agremiações do carnaval carioca, tais como: Unidos da Tijuca, Vila Isabel e Renascer de Jacarepaguá.
Destacando-se no cenário carnavalesco e após muitas especulações sobre sua carreira, acerta como cantor oficial na Porto da Pedra, dividindo o microfone com Luizinho Andanças. Por fim, em 2020, assume sozinho o microfone da agremiação gonçalense garantido pela primeira vez na história, com o enredo "O que que a baiana tem? Do Bonfim a Sapucaí", junto com os demais segmentos, a nota máxima no quesito samba-enredo e harmonia.
Com atuação elogiada pela mídia especializada, ganhou reconhecimento pelos prêmios Vozes do Carnaval, Via do Samba, Samba na Veia e 100% Carnaval, como revelação. Ainda, ganhou o prêmio de "Intérprete Mais Popular da Séria A", pela Vozes do Carnaval e como "Melhor Intérprete da Serie A", pelo troféu Gato de Prata.
Para o Carnaval de 2021, renovou seu vínculo com a agremiação gonçalense, indo para seu terceiro ano na agremiação, onde cantará o enredo "O Caçados que Traz Alegrias", uma homenagem a Mãe Stella de Oxóssi. Também assinou com o Deixa Falar, de Belém do Pará e da Bambas do Ritmo, do município de Três Rios, interior do estado do Rio de Janeiro. em 2022, estreia no carnaval paulista, pela Estrela do Terceiro Milênio.
Pitty defende a Imperatriz Leopoldinense no carnaval desde 2023, sendo seu intérprete oficial. Em seu primeiro ano no Grupo Especial já foi campeão do carnaval carioca. Em 2024 recebeu seu primeiro Estandarte de Ouro.

## Títulos e estatísticas
| Primeira Divisão | Primeira Divisão                                     | Primeira Divisão    |
| ---------------- | ---------------------------------------------------- | ------------------- |
|                  | Bambas do Ritmo Imperatriz Leopoldinense             | 2018 2019 2023 2024 |
| Segunda Divisão  |                                                      |                     |
|                  | Estrela do Terceiro Milênio Unidos do Porto da Pedra | 2022 2020           |

## Premiações
- Estandarte de Ouro

1. 2024 - Melhor intérprete (Imperatriz) [1]

- Estrela do Carnaval

1. 2022 - Melhor intérprete (Porto da Pedra) [8]
2. 2024 - Melhor intérprete (Imperatriz) [9]

- Fala Galera Carna Insta

1. 2022 - Melhor intérprete (Porto da Pedra) [10]
2. 2023 - Revelação (Imperatriz) [11]
3. 2024 - Melhor intérprete (Imperatriz) [12]

- Gato de Prata

1. 2020 - Melhor intérprete (Porto da Pedra) [13]
2. 2022 - Melhor intérprete (Porto da Pedra) [14]

- Plumas & Paetês Cultural

1. 2024 - Melhor intérprete (Imperatriz) [15]

- Prêmio 100% Carnaval

1. 2020 - Revelação (Porto da Pedra) [16]
2. 2024 - Melhor intérprete (Imperatriz) [17]
3. 2025 - Melhor intérprete (Imperatriz) [18]

- Prêmio Destaques do Ano

1. 2024 - Artista do Ano[19]

- Prêmio Gazeta do Rio

1. 2022 - Melhor intérprete (Porto da Pedra) [20]

- Prêmio S@mba-Net

1. 2022 - Melhor intérprete (Porto da Pedra) [21]
2. 2024 - Melhor intérprete (Imperatriz) [22]
3. 2025 - Melhor intérprete (Imperatriz)

- Prêmio SASP

1. 2022 - Melhor intérprete (Estrela do Terceiro Milênio)[23]

- Resenha dos Sambistas

1. 2024 - Melhor intérprete (Imperatriz)[24]

- Troféu Explosão in Samba

1. 2022 - Melhor intérprete (Porto da Pedra) [25]
2. 2024 - Melhor intérprete (Imperatriz) [26]

- Troféu Sambario

1. 2023 - Revelação (Imperatriz) [27]
2. 2024 - Melhor intérprete (Imperatriz) [28]

- Troféu Tupi Carnaval Total

1. 2022 - Melhor intérprete (Porto da Pedra) [29]
2. 2023 - Melhor intérprete (Imperatriz) [30]
3. 2025 - Melhor intérprete (Imperatriz) [31]